# Rosalind (vệ tinh)
Rosalind là một vệ tinh vòng trong của Sao Thiên Vương. Nó được phát hiện từ các bức ảnh chụp bởi tàu Voyager 2 vào ngày 13 tháng 1 năm 1986 và được đặt cho một danh xưng tạm thời là S/1986 U 4. Tên gọi Rosalind bắt nguồn từ người con gái của vị Công tước bị trục xuất trong vở Xin tùy ý thích của William Shakespeare. Nó còn có tên định danh là Uranus XIII.
Rosalind nằm trong nhóm vệ tinh Portia, gồm có Bianca, Cressida, Desdemona, Portia, Juliet, Cupid, Belinda và Perdita. Các vệ tinh này có quỹ đạo và tính chất trắc quang tương tự nhau. Ngoài những đặc điểm như quỹ đạo, bán kính 36 km và suất phản chiếu hình học là 0,08, hầu như con người không còn biết gì về vệ tinh này.
Trong các bức ảnh chụp của Voyager 2, Rosalind xuất hiện như một vật thể hình gần cầu. Tỷ lệ trục của hình dạng phỏng cầu dài của Rosalind là 0,8-1,0. Bề mặt của nó có màu xám.
Rosalind rất gần cộng hưởng quỹ đạo 3:5 với Cordelia.